# Druckfreigabe
Als Druckfreigabe (auch noch: Imprimatur, stärker die Freigabe des Inhalts betonend) wird im Arbeitsablauf der Herstellung eines Druckerzeugnisses der Zeitpunkt bezeichnet, bei dem das geplante Endprodukt in technisch gesehen druckreifer Form vorliegt. Hierbei erhält der Auftraggeber (zum Beispiel Verlag, Lektor, Redakteur, Werbeagentur) nach Bearbeitung von Text, Layout und Bildern in der Druckvorstufe einen Andruck oder einen Kontrollausdruck (Proof), bevor der endgültige Druck in der geplanten Auflage erfolgt. Bei der Druckfreigabe hat der Auftraggeber die letzte Möglichkeit, Korrekturen – gleich welcher Art – vorzunehmen. Stellt er keine Fehler mehr fest, erklärt er die Publikation für druckreif (auch: Gut zum Druck GzD), woraufhin die Druckerei mit der endgültigen Produktion beginnt.
Die Druckfreigabe ist besonders bei einer arbeitsteiligen Produktion wichtig, da für alle Abweichungen vom vorgelegten Andruck die Druckerei haftet, für alle dort nicht monierten Fehler der Auftraggeber.

## Produktionsablauf bei der Zeitschriftenproduktion (Beispiel)
1. Der Autor gibt den zur Veröffentlichung vorgesehenen Text beim Redakteur ab.
2. Nach Lektorierung und Einpassung an die Erfordernisse des Layouts gibt der Redakteur den überarbeiteten Artikel zur Durchsicht zurück an den Autor (eher selten praktiziert).
3. Nach der Freigabe geht der Artikel in die Schlussredaktion, wird dort kontrolliert, mit dem Workflow der Bildredaktion kombiniert und an die Herstellerei weitergeleitet.
4. Dort finden Schlusslektorat und Druckvorbereitung statt.
5. Die Druckvorstufe erstellt einen Andruck, der an die Schlussredaktion zurückgeht.
6. Dort erfolgt nach Prüfung die Druckfreigabe.
7. Die Druckvorstufe erstellt die Druckplatten und leitet diese an die Druckerei weiter.
8. Dort wird die Auflage gedruckt und anschließend in der Buchbinderei weiterverarbeitet.

Ein Ablauf analog zu diesem Beispiel kann, sofern Redaktion und Druckerei zur selben Gesellschaft oder Firmengruppe gehören, in einem Haus geschehen. Bei der eher üblichen Form der Druckauftragsvergabe an eine von der Redaktion unabhängige Druckerei finden die druckspezifischen Vorgänge in der Regel dort statt.